# Comtat de Comenge
El comtat de Comenge (en francès Comminges) fou una jurisdicció feudal de Gascunya (Occitània) situat entre el Tolosà i la Vall d'Aran. La capital fou Sant Gaudens.
Es fa remuntar els comtes de Comenge a un tal Asnar cap a l'any 900, feudatari del comte de Tolosa, encara que no se sap si va arribar a ser comte. Va morir cap al 935. El seu fill, Arnau I si que va exercir com a comte de Comenge i es va casar amb Arsenda comtessa de Carcassona i Rasès unint-se ambdós llinatges breument, ja que a la seva mort Arnau va repartir el seu dominis: Roger el Vell va rebre el Carcassès o Carcassonès; Otó I el Rasès; Garcia el territori d'Aura (amb títol comtal); Ramon I part del comtat de Comenge i Ameli Simplici la resta del Comenge.
Un germà d'Anau I, Roger I (mort el 965) governava una altra part del sud tolosà, sembla que amb el Coserans. La repetició de noms fa difícil saber qui governava cada tros. Roger I va llegar el seu domini, suposadament el Coserans, al seu fill Arnau II que fou comte segurament a Coserans, però es va titular comte de Comenge; un altre fill, Pere I, que era bisbe, va portar el títol nominalment i va morir el 1025. Bernat, fill de Roger el Vell de Carcassona, va rebre al morir el pare les terres de Foix i fou origen de la casa comtal de Foix (i per matrimoni dels comtes de Bigorra).

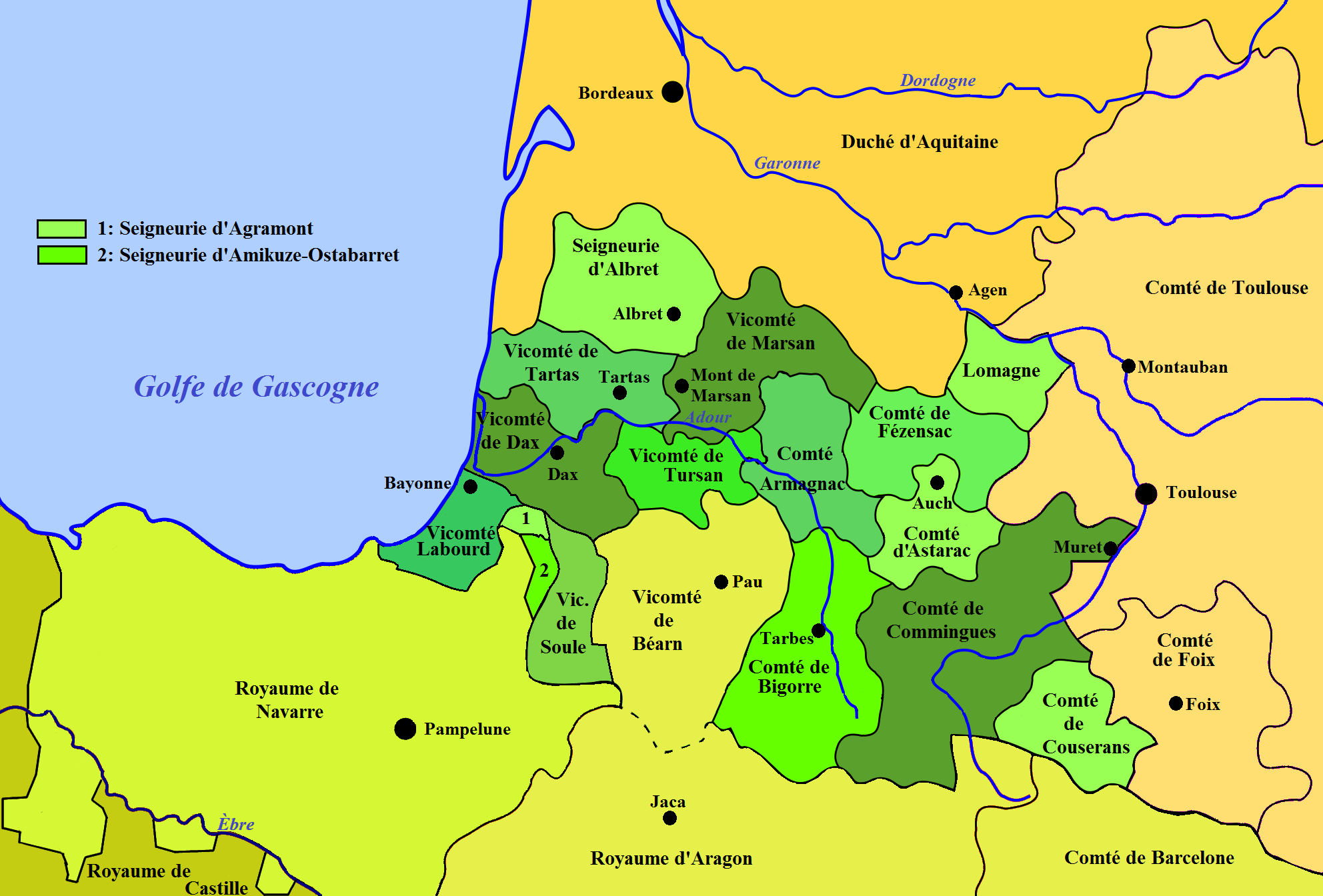
El comtat de Comenge a la Gascunya del s. XII

La branca de comtes de Comenge que primer va desaparèixer fou la de Ramon I i Ameli Simplici. Ramon va morir passat el 979 i el va succeir el seu fill Bernat I, mort el 998, que va tenir per successor a Pipí I, que es va fer religiós, va abdicar i va ingressar a Alaó el 1039, i va seguir el seu fill Bernat II mort després del 1039. Ameli Simplici va morir el 997 i el va succeir el seu fill Guillem, que va deixar dos fills (Bernat III i Ramon II) que foren ambdós comtes de Comenge. Extintes les dues branques la successió va recaure en la línia del comte Arnau II.
Aquesta línia, després d'Arnau II (mort el 979) es va repartir entre els dos fills Odó I i Roger II. Odó I va morir el 1035 i el va succeir el seu fill Bernat IV, i a aquest, mort a una data desconeguda, els seus fills Ramon II, Guillem I, Fontaner I i Bernat V (aquest darrer fou el tronc dels senyors de Benqué). Roger II, mort també vers el 1035 va tenir com a successor al seu fill Arnau III mort cap al 1070, a qui va succeir el fill Roger III mort el 1105, i llavors el seu fill Bernat, que per matrimoni va adquirir les senyories de Muret i Samatan (cap al 1120) i fou senyor de Coserans i de la Vall d'Aran; va morir el 1144. Va repartir els seus territoris entre els seus fills: Bernat II el Comenge i Dodó (Dodó de Samatan) el Coserans (Dodó va governar amb el nom de Bernat III). Un altre fill, Guiu, es va casar amb la vescomtessa Bertrana d'Aura i va ser l'origen de la dinastia de vescomtes d'Aura i senyors de Uelh i Labost.
Bernat II va morir el 1153 i Bernat III va recollir tota l'herència que va tornar a repartir: el fill Roger va rebre el vescomtat de Coserans; Guiu les senyories de Santa Fe i de Savés, i Bernat IV el comtat de Comenge i les senyories de Muret i Samatan i per matrimoni amb Beatriu IV Estefania va ser també comte de Bigorra i vescomte de Marçan però van sortir de la família, ja que no hi va haver successió masculina de l'enllaç amb Beatriu. D'un segon enllaç amb Comtors de Labarta (de qui es va divorciar i després s'hi va tornar a casar) va tenir al fill i successor Bernat V. El 1213 el comtat fou ocupat per Simó de Montfort, i d'aquest va passar al fill Amalric de Montfort, que el va cedir al rei de França el 1226. Bernat V va fer submissió al rei francès i va poder recuperar el comtat; va morir el 1241 i el va succeir el seu fill Bernat VI, mort el 1295. El 1258 Jaume I va renunciar als drets feudals sobre el Comenge pel Tractat de Corbeil. El 1295 va començar el seu govern Bernat VII, fill de Bernat VI. Els seus fills Bernat VIII i Pere Ramon I van portar ambdós el títol correlativament. Pere Ramon II, fill de Pere Ramon I, va morir el 1375 sense hereu masculí. L'hereva Margarida es va casar tres vegades però no va tenir successió i al morir la comtessa el 1443, fou incorporat a la corona (formalment el 1454 poc després de morir el seu darrer marit Mateu de Foix). La corona el va donar a Joan d'Armanyac (1461) i el 1472 a Odet d'Aydie (mort el 1534) però finalment va ser incorporat a la corona per sentència del parlament de Tolosa (tot i les reclamacions dels Armanyac i dels Aidia) el 1502.

## Llista de Comtes de Comenge
- Asnar ? C. 900-935
- Arnau I de Comenge 935-957
- Roger I 935-965
- Ramon I 957-979/997
- Ameli Simplici 957-997
- Arnau II 965-979
- Bernat I 979/997-998
- Pipí 998-1039
- Bernat II 1039-?
- Odó 979-1035
- Roger II 979-1035
- Guillem I 997-1025
- Bernat III 1025-?
- Ramon II 1025-?
- Bernat III de Comenge 1035-?
- Bernat V ?-?
- Arnau III 1035-1070
- Roger III 1070-1105
- Bernat I (IV) 1105- 1144
- Bernat II (Bernat V) 1105-1153
- Dodó de Samatan (Bernat III o VI) 1105-1144
- Bernat IV (VII) 1144-1226
- Bernat V (VIII) 1226-1241
- Bernat VI (IX) 1241-1295
- Bernat VII (X) 1295-1312
- Bernat VIII (XI) 1312-1336
- Joan 1336-1339
- Pere Ramon I 1339-1341
- Pere Ramon II 1341-1375
- Margarida 1375-1443
- Mateu de Foix 1443-1453
- Pendent de decisió 1453-1454
- a la corona 1454-1461
- Joan I d'Armanyac 1461-1472 (expropiat)
- Odet de Foix 1472-1502
- A la corona francesa 1502.